# Catalunya Exprés

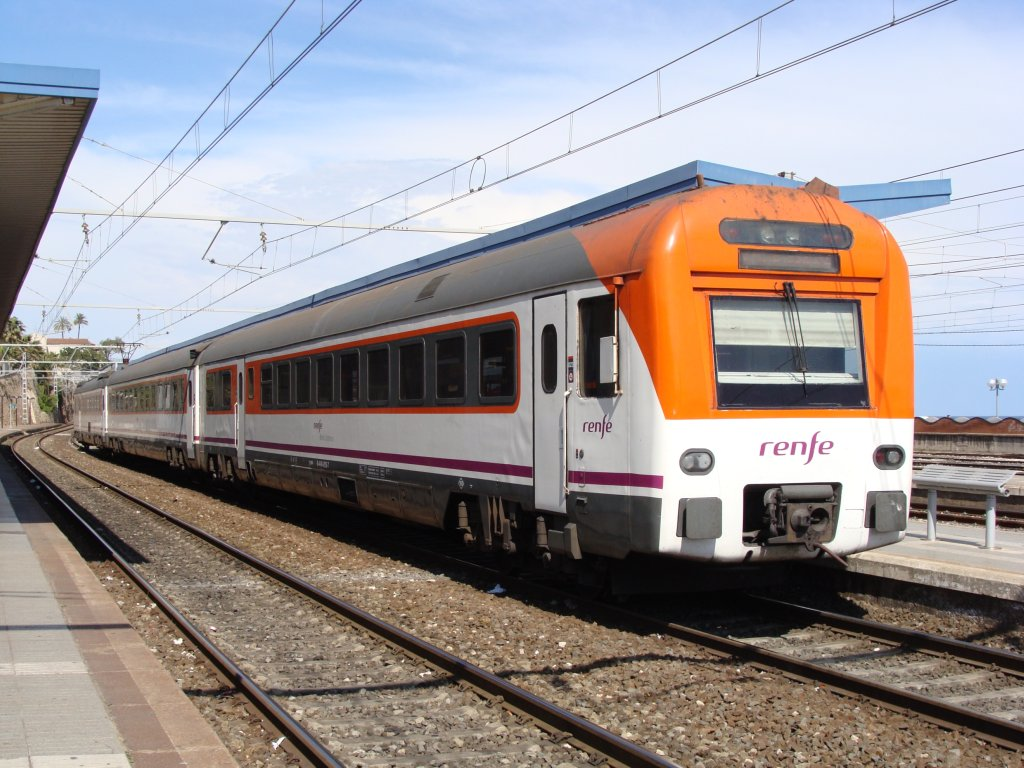
448 utilizada en los servicios Cataluña Exprés

Catalunya Exprés era el nombre que recibían los trenes semidirectos de las líneas de Media Distancia de Renfe en Cataluña. Estos trenes no paraban en todas las estaciones de la línea que estaban operando en ese trayecto. El coste del billete era más caro que el de un Regional, ya que este sí que para en todas las estaciones.
Según su destino, tienen origen en las estaciones de Sants o Francia, todas ellas ubicadas en Barcelona.
Se utilizaban los trenes de la Serie 448 de Renfe para realizar estos servicios, anteriormente se utilizaban los de la Serie 444 de Renfe y de la Serie 432 de Renfe.
Actualmente han dejado de prestar servicio como tal denominación pasando todos a denominarse Regional Exprés.

## Líneas de Media Distancia con servicio Catalunya Exprés
| Línea | Origen/Destino                | Origen/Destino               | Paradas intermedias                     |
| ----- | ----------------------------- | ---------------------------- | --------------------------------------- |
| 33 /  | Barcelona-Sants               | Portbou / Cerbère            | San Celoni · Gerona · Figueras          |
| 35 /  | Barcelona Estación de Francia | Lérida Pirineos              | Roda de Barà · Valls · Montblanch       |
| 35 /  | Barcelona Estación de Francia | Lérida Pirineos              | Tarragona · Reus · Montblanch           |
| 36 /  | Barcelona Estación de Francia | Ribarroja de Ebro            | Tarragona · Reus · Mora la Nueva · Flix |
| 32 /  | Barcelona Estación de Francia | Tortosa / La Aldea - Amposta | Tarragona · Salou                       |
| 34    | Barcelona-Estación de Francia | Zaragoza-Delicias            | Tarragona · Reus · Ribarroja de Ebro    |